# Baltmannsweiler
Baltmannsweiler – miejscowość i gmina w Niemczech, w kraju związkowym Badenia-Wirtembergia, w rejencji Stuttgart, w regionie Stuttgart, w powiecie Esslingen, wchodzi w skład związku gmin Reichenbach an der Fils. Leży w Schurwaldzie, ok. 10 km na wschód od centrum Esslingen am Neckar. 69% obszaru gminy pokrywają lasy.

## Demografia
| Rok             | Mieszkańcy |
| --------------- | ---------- |
| 1975            | 4505       |
| 31 grudnia 2000 | 5520       |
| 31 grudnia 2005 | 5552       |